# Christotókos
Christotókos (in greco: Χριστοτόκος) è il titolo di Maria, la madre di Gesù, che la indica come "madre di Cristo". Tale definizione venne proposta dal vescovo di Costantinopoli Nestorio nei primi anni del V secolo in contraddizione con la definizione di Theotókos, ovvero "madre di Dio". La disputa che seguì, inseribile tra le dispute cristologiche dei primi secoli, portò alla convocazione nel 431, da parte dell'imperatore Teodosio II, del concilio di Efeso, in cui si affermò che il titolo corretto di Maria fosse "madre di Dio" e quindi Theotókos. Nonostante tale conclusione, la dottrina di Nestorio sopravvisse, dando origine alla chiesa nestoriana.